# Kreis Heves
Der Kreis Heves (ungarisch Hevesi járás) ist ein Kreis im Südwesten des nordungarischen Komitats Heves. Er grenzt im Nordwesten an den Kreis Gyöngyös, im Norden und Nordosten an den Kreis Füzesabony. Im Südosten und Süden bildet das Komitat Jász-Nagykun-Szolnok die Grenze.

## Geschichte
Der Kreis ging während der ungarischen Verwaltungsreform Anfang 2013 unverändert mit allen 17 Gemeinden aus seinem Vorgänger, dem gleichnamigen Kleingebiet (ungarisch Hevesi kistérség), hervor.

## Gemeindeübersicht
Der Kreis Heves hat eine durchschnittliche Gemeindegröße von 2.023 Einwohnern auf einer Fläche von 41,04 Quadratkilometern. Die Bevölkerungsdichte des zweitgrößten Kreises liegt unter dem Wert des gesamten Komitats. Der Verwaltungssitz befindet sich in der größten Stadt, Heves, im Zentrum des Kreises gelegen.
| Gemeinde         | Status   | Herkunft Kleingebiet | Einwohnerzahl | Einwohnerzahl | Einwohnerzahl | Fläche (km²) | Bevölkerungs- dichte (Ew./km²) |
| Gemeinde         | Status   | Herkunft Kleingebiet | 01.10.2011    | 01.01.2013    | 01.01.2016    | 01.01.2016   | Bevölkerungs- dichte (Ew./km²) |
| ---------------- | -------- | -------------------- | ------------- | ------------- | ------------- | ------------ | ------------------------------ |
| Átány            | Gemeinde | Heves                | 1.487         | 1.512         | 1.485         | 50,44        | 29,4                           |
| Boconád          | Gemeinde | Heves                | 1.325         | 1.303         | 1.278         | 29,56        | 43,2                           |
| Erdőtelek        | Gemeinde | Heves                | 3.329         | 3.274         | 3.200         | 44,90        | 71,3                           |
| Erk              | Gemeinde | Heves                | 909           | 940           | 930           | 21,68        | 42,9                           |
| Heves            | Stadt    | Heves                | 10.753        | 10.864        | 10.475        | 99,31        | 105,5                          |
| Hevesvezekény    | Gemeinde | Heves                | 636           | 630           | 629           | 19,78        | 31,8                           |
| Kisköre          | Stadt    | Heves                | 2.869         | 2.936         | 2.870         | 68,42        | 41,9                           |
| Kömlő            | Gemeinde | Heves                | 1.849         | 1.927         | 1.910         | 49,22        | 38,8                           |
| Pély             | Gemeinde | Heves                | 1.395         | 1.345         | 1.348         | 90,30        | 14,9                           |
| Tarnabod         | Gemeinde | Heves                | 728           | 644           | 661           | 10,33        | 64,0                           |
| Tarnaméra        | Gemeinde | Heves                | 1.667         | 1.671         | 1.650         | 28,26        | 58,4                           |
| Tarnaörs         | Gemeinde | Heves                | 1.835         | 1.812         | 1.811         | 30,28        | 59,8                           |
| Tarnaszentmiklós | Gemeinde | Heves                | 903           | 894           | 860           | 35,00        | 24,6                           |
| Tarnazsadány     | Gemeinde | Heves                | 1.217         | 1.218         | 1.195         | 25,19        | 47,4                           |
| Tenk             | Gemeinde | Heves                | 1.203         | 1.225         | 1.203         | 12,34        | 97,5                           |
| Tiszanána        | Gemeinde | Heves                | 2.505         | 2.508         | 2.480         | 68,14        | 36,4                           |
| Zaránk           | Gemeinde | Heves                | 426           | 413           | 414           | 14,53        | 28,5                           |
| Kreis Heves      |          |                      | 35.036        | 35.116        | 34.399        | 697,68       | 49,3                           |